# Edifício Altino Arantes
23°32′44″N 46°38′2″T / 23,54556°N 46,63389°T
Edifício Altino Arantes là một nhà chọc trời ở São Paulo, Brasil. Hoàn thành năm 1947 với chiều cao 161 m, này là tòa nhà thứ tư cao nhất tại Brasil.